# 筑紫野市立二日市小学校
筑紫野市立二日市小学校（ちくしのしりつふつかいちしょうがっこう）は、福岡県筑紫野市にある公立小学校。

## 所在地
- 福岡県筑紫野市二日市西2丁目2番1号

## 歴史
- 1949年（昭和24年）5月20日 - 小学校に昭和天皇の戦後巡幸。校庭が筑紫奉迎場となった[1]。

## 著名な出身者
- 井上絢登（プロ野球選手）